# Mixed Up Confusion
Mixed Up Confusion – piosenka skomponowana przez Boba Dylana, nagrana przez niego w listopadzie 1962 i mająca być jego pierwszym singlem. Została jednak odłożona na półkę

## Historia i charakter utworu
Po raz pierwszy piosenka ta została nagrana 26 października 1962 w Columbia Studio A w Nowym Jorku. 1 listopada Dylan dokonał kolejnej próby w tym samym studiu. Ostateczna wersja została nagrana w tym samym studiu 14 listopada 1962 r. Powstały wtedy cztery wersje piosenki, w tym jedna wersja dixielandowa.
Piosenka została napisana w taksówce podczas jazdy do studio Columbii. Jest to także pierwsza próba elektrycznej sesji Dylana, której plonem miał być utwór łączący folkowość Greenwich Village z brzmieniem firmy nagraniowej Sun Records, nagrywającej m.in. Presleya, Lewisa i innych wczesnych rockandrollowców.
Z dzisiejszego punktu widzenia sesję uznaje się za eksperyment, który kompletnie się nie udał. I takie musiało być także odczucie przedstawicieli Columbia Records, którzy odłożyli singiel na półkę. Dylan zdystansował od tego wszystkiego. Wypowiedział się na ten temat w broszurze dołączonej do 3-dyskowego albumu Biograph: Nie jestem pewien na czym oparłem ten kawałek. Ja nic nie zrobiłem, cokolwiek było do zrobienia. Nie aranżowałem tej sesji. To nie był mój pomysł.
Najbardziej zadziwiające jest to, że ta piosenka powstała w tym samym czasie, co „Blowin’ in the Wind” i „A Hard Rain’s a-Gonna Fall”.

## Koncerty Dylana, na których wykonywał tę piosenkę
Piosenka nigdy nie była wykonywana na koncertach

## Dyskografia
Singiel
- Mixed Up Confusion/Corrina, Corrina (odłożony na półkę)

Albumy
- Masterpieces (1978)
- Biograph (1985)

## Wersje innych artystów
- Michel Montecrossa – Eternal Circle (1999)